# قوالب هندسية

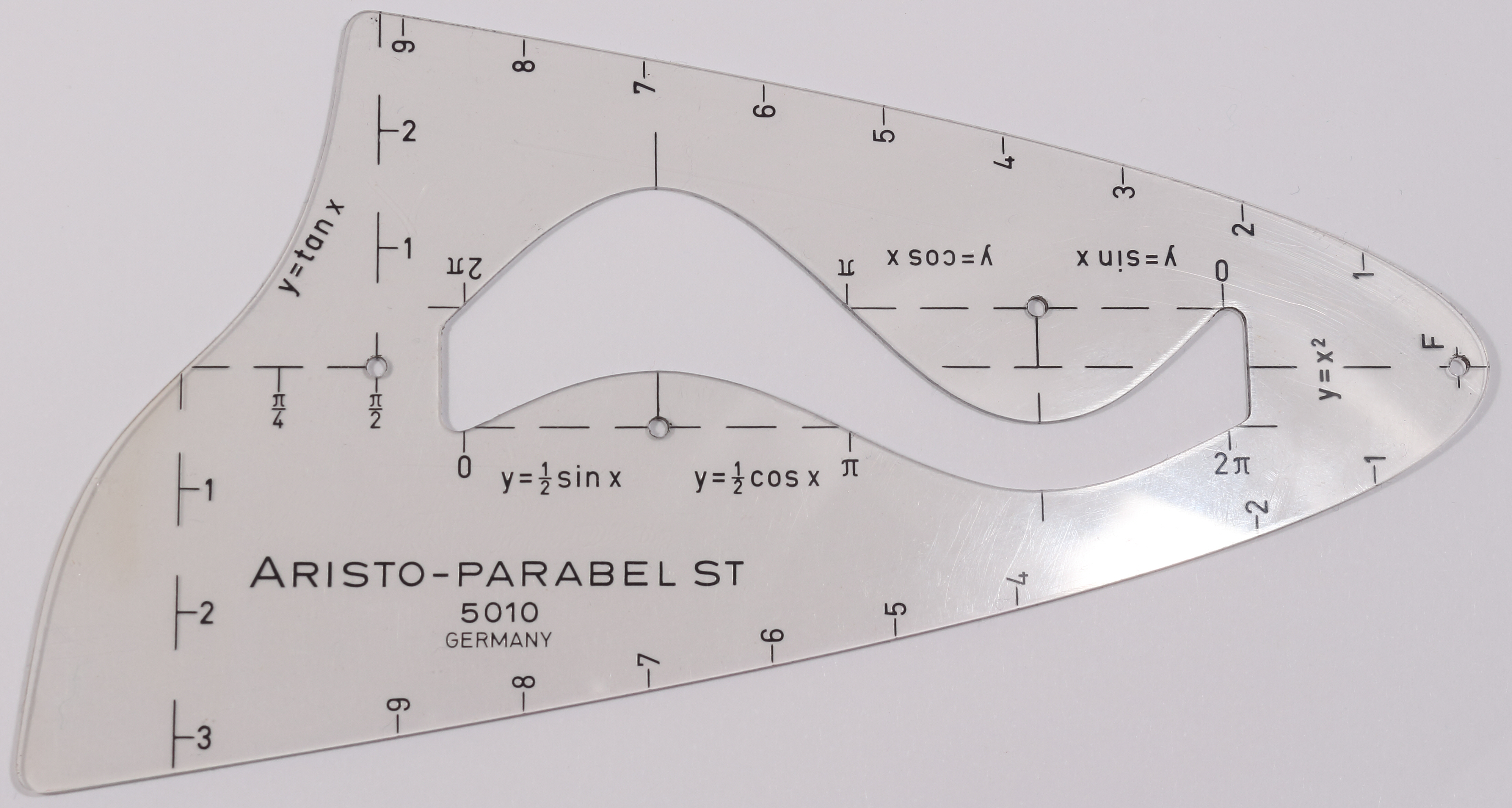

القالب الهندسي هو قطعة بلاستيكية تأخذ شكلا هندسياً، تستخدم في الرياضيات وغيرها من المواد، من المرحلة الأساسية إلى المرحلة الثانوية . تتوفر بأحجام ومقاييس مختلفة على جانبيه ليستعمل كمسطرة.
في أستراليا، تحتوي الماركات التجارية على ماثومات وماثايد.

## نظرة عامة
الماثومات والماثايد
الماثومات هي علامة تجارية مستعملة في الستانسل البلاستيكي الذي ابتكره كريج يونغ في أستراليا سنة 1969, الذي عمل في الأصل حرفياً هندسياً في مصانع الطائرات الحكومية(جي.أي.أف)  في ملبورن قبل إعادة تدريبه والعمل كرئيس للرياضيات في مدرسة ثانوية في ملبون. صمم يونغ ماثومات لمواجهة مشكلة الرسم التقليدية في الرياضيات في الفصول الدراسية، وهو ما يرجع في الأساس إلى فقدان الطلاب بعض هذه الأدوات. تتوفر الماثومات بأشكال هندسية عديدة مقترنة بوظيفتها لرسم الأشكال ومنها، (مسطرة، مثلت قائم الزاوية، منقلة، دوائر من الستانسل).
وقد صنعت القوالب الهندسية باستخدام البولي كاربونات، وهو نوع جديد من البوليمر البلاستيكي الحراري، تكون قوية وشفافة كفاية لتسمح بإدخال عدد كبير من أشكال إلى الصفيحة الواحدة دون كسرها أو تمزقها.
عُرض أول قالب في مؤتمر للرياضيات في ملبورن سنة 1970 إلى جانب سلسلة من أشهر دروس تعليم الرياضيات، وقد حققت هذه الخطة نجاحاً فورياً إذ قام عدد كبير من المدارس بتحديدها كشرط لازم لشراء الطلاب.واعتباراً من عام 2017 , استخدمت هذه القوالب على نطاق واسع في المدارس الأسترالية، ولا سيما لطلاب المرحلة الأولى من التعليم الثانوي.وقد استولت شركة الرسم (دبليو آند جي) على صناعة قوالب الرسم الهندسية سنة 1989 , والتي كان لديها مصنع في ملبورن لصناعة أدوات الرسم التقنية.وطوّر يونغ أيضا الماثايد، والذي صنعه في الأصل عندما كان يعيش في ريغوود , فكتوريا . وبعد ذلك قام ببيع الشركة.
وقد نشرت (دبليو آند جي) سلسلة من الكتب المرجعية للمدرسين من أجل ماثومات قام بتأليفها العديد من المدرسين والأكاديميين المهتمين بالماثومات كمنتج تعليمي.

## وانظر أيضا
المنقلة
المسطرة
تقنيات الرسم